# 아론의 지팡이

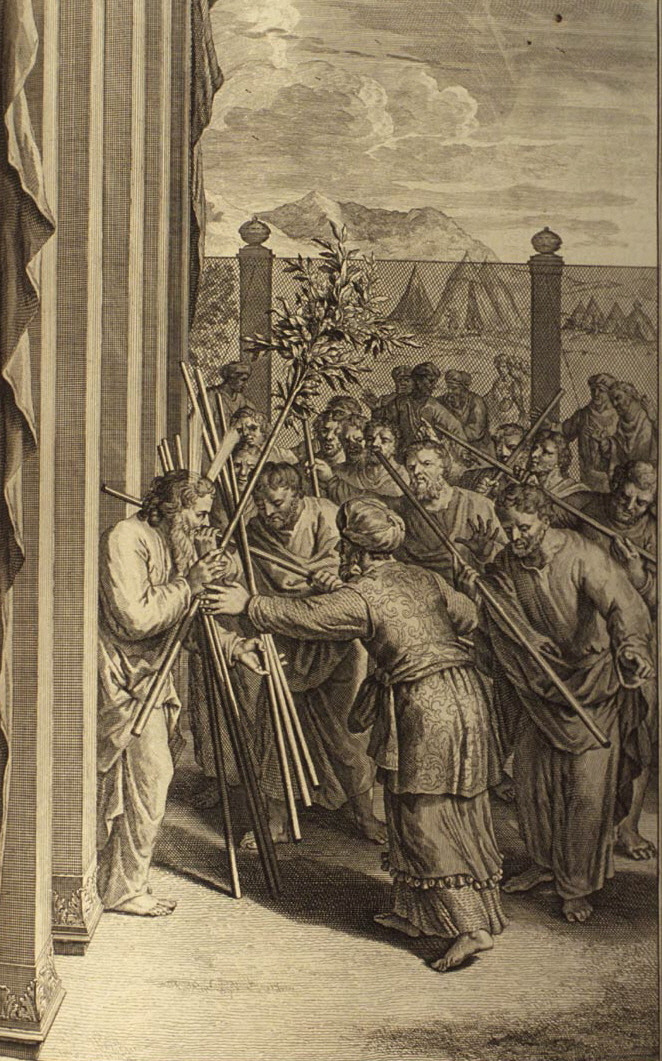

아론의 지팡이(Aaron's rod)는 토라에서 모세의 형 아론이 들고 다니는 지팡이를 가리킨다. 성경은 출애굽에 앞서 이집트에 재앙이 닥쳤을 때 모세의 지팡이와 함께 아론의 지팡이에도 어떻게 기적적인 능력이 부여되었는지 알려 준다. 나중에 그의 지팡이에는 기적적으로 꽃과 아몬드가 돋아났는데, 이는 하느님께서 거룩한 봉사를 위해 아론과 그의 지파를 선택하신 것을 상징한다.

## 성경 내용
이스라엘 문화에서 지팡이(히브리어: אַתֶּר matṭṭeh)는 목자가 양 떼를 교정하고 인도하기 위해 사용하는 도구로서 권위의 자연스러운 상징이었다. 사실 모세는 처음에는 양 떼를 돌볼 때 지팡이를 들고 다녔고 나중에는 그것이 이스라엘 사람들에 대한 권위의 상징이 되었다.
모세와 아론의 지팡이는 이집트의 재앙 중에 기적적인 힘을 부여받았다. 하나님은 모세에게 홍해가 갈라질 때 홍해 위로 지팡이를 들고 전쟁에서 이스라엘을 위해 기도하라고 명령하셨다. 므리바에서 모세는 지팡이를 사용하여 돌에서 물을 내었다.
아론의 지팡이(다른 지팡이일 수도 있음)가 민수기 16~17장에 다시 나타난다. 여기서 모세가 레위 지파를 제사장 직분으로 선포한 것에 대한 고라의 반역은 진압되었고, 그에 따른 온 회중의 반역은 재앙을 초래했으며, 모세와 아론의 중보에 의해서만 끝났다. 이스라엘 백성들의 “원망을 그치게” 하시려고 하나님께서는 열두 지파에게 지팡이를 하나씩 마련하라고 명령하신다. 그리고 제사장으로 선택된 지파만이 하룻밤 사이에 기적적으로 싹을 틔울 것이다. 아론은 레위 지파를 대표하기 위해 자신의 지팡이를 주었는데, 이는 레위 지파의 제사장직에 대한 전적인 권리의 증거로서 “싹이 나고 꽃이 피고 익은 살구 열매를 맺었다.” 이 결정을 기념하여 지팡이를 “증언판 앞에” 보관하라는 명령이 내려졌다.
아론의 지팡이는 소유자가 물리적으로 쥐고 있지 않을 때 그 자체로 기적적인 힘을 나타내는 것으로 인용된다. 출애굽기 7:10-1에서 아론이 "그의 지팡이를 던졌더니" 그것이 뱀이 되었다. 그러자 바로의 마술사들도 자기들의 지팡이를 던져 뱀이 되었지만, 아론의 지팡이가 그들을 모두 삼켰다. 마찬가지로 민수기 17:23에서는 손에 쥐지 않아도 꽃이 피었다.

## 같이 보기
- 케뤼케이온
- 네후스탄
- 모세의 지팡이
- 아스클레피오스의 지팡이